# Bell (Kalifornien)
Bell ist eine Stadt im Los Angeles County im US-Bundesstaat Kalifornien. Sie hat etwa 38.100 Einwohner (Stand: 2004). Die Stadt liegt bei den geographischen Koordinaten 33,98° Nord, 118,18° West. Das Stadtgebiet hat eine Größe von 6,8 km².

## Geschichte
Lugo Familie
Bis zum Jahr 1860 war das Stadtgebiet von Bell ein Teil der 121 km² großen „Rancho San Antonio“ des spanischen Siedlers Don Antonio Maria Lugo. Don Antonio Maria Lugo war ein spanischer Aristokrat und ehemaliger Soldat, dessen Vater, Francisco Lugo, 1771 nach Kalifornien kam. Ab 1860 wurde die riesige Ranch in mehrere kleine aufgeteilt und es entstand eine Siedlung, aus der sich im Laufe der nächsten Jahrzehnte die Stadt Bell entwickelte.
Bell Familie
James George Bell und seine Familie waren Pioniere und gaben der Stadt den Namen. Die Familie Bell kaufte damals ein 1,4 km² großes Stück Land. Sie wohnten im Stadthaus an 4th Breed Street, bis sie 1876 umzogen. 1898 bekam die Stadt den Namen Bell.

## Demografische Daten
Das durchschnittliche Einkommen eines Haushalts liegt bei 29.946 USD, das durchschnittliche Einkommen einer Familie bei 30.504 USD. Männer haben ein durchschnittliches Einkommen von 22.596 USD gegenüber den Frauen mit durchschnittlich 17.025 USD. Das Pro-Kopf-Einkommen liegt bei 9905 USD.

21,2 % der Einwohner und 24,1 % der Familien leben unterhalb der Armutsgrenze.

29,7 % der Einwohner sind unter 18 Jahre alt und auf 100 Frauen ab 18 Jahren und darüber kommen statistisch 99,3 Männer.
Das Durchschnittsalter beträgt 26 Jahre (Stand: 2000).
Die meisten Einwohnern sind Hispanics (90,90 %). Nur 1,28 % der Bevölkerung sind Farbige.

## Söhne und Töchter der Stadt
- Stan Kenton (1911–1979), Jazzpianist
- Rita Quigley (1923–2008), Filmschauspielerin und Schauspielerin
- Marjorie Devaney (1931–2007), Mathematikerin, Informatikerin und Elektroingenieurin
- Ed Roth (1932–2001), Künstler, Car-Customizer und Cartoonist
- Larry Knechtel (1940–2009), Studiomusiker
- Mark Whitehead (1961–2011), Radsporttrainer und Radsportler
- Valentina (* 1991), Dragqueen